# Teléfono de la Esperanza
El Teléfono de la Esperanza es una organización no gubernamental (ONG) de voluntariado, de acción social y de cooperación para el desarrollo, sin ánimo de lucro, que ofrece un servicio integral y gratuito de apoyo a las personas que se encuentran en situación de crisis. También promueve numerosos programas para mejorar la salud emocional de las personas, las familias y la sociedad en su conjunto.
Su sede central está situada en España, y su servicio principal se ofrece a través del número de teléfono 717 003 717. En principio, el Teléfono de la Esperanza funciona permanentemente: las 24 horas del día, los 365 días del año, y, en caso de duda, sería así al menos en ese número. 
En la actualidad, el Teléfono de la Esperanza está presente en 29 ciudades españolas, y ha promocionado la creación de Centros de Escucha en varios países de Latinoamérica (como Honduras, Ecuador, Colombia, Chile, Venezuela, Nicaragua, Argentina, Perú, Bolivia y Costa Rica) y el resto del mundo (como Portugal, Suiza, Reino Unido, Francia, y EE. UU.).

## Origen
La Asociación Internacional del Teléfono de la Esperanza (ASITES) es una asociación civil fundada oficialmente en 1971 por Serafín Madrid y declarada de Utilidad Pública en 1972. Es miembro fundador de la Plataforma del Voluntariado de España y forma parte, como miembro de pleno derecho, de IFOTES (International Federation of Telephonic Emergency Services, con sede en Ginebra, de IASP (International Association for Suicide Prevention) y, a través de éstas, está vinculada formalmente con la OMS (Organización Mundial de la Salud).

## Números del Teléfono de la Esperanza en el mundo y sus centros
Aquí están los números de teléfono de las distintas sucursales en el mundo del Teléfono de la Esperanza. En principio, uno sería atendido en español (o podría ser atendido en español) en cualquiera de ellos. Entre paréntesis aparecen los prefijos internacionales de cada país.
Para otra lista internacional con otros números de teléfono de apoyo similares contra el suicidio, que atienden en español u otros idiomas locales, ver aquí.
Teléfono de la Esperanza en el mundo:
correo electrónico general: info@telefonodelaesperanza.org
- Argentina: (0054) 4743-0050 y (0054) 11-5036-6579. Otro número similar allí: (0054) 135.
- Bolivia: Fue abierta una sede allí (sin más información sobre ella actualmente). (00591) 22 48 48 6.
- Chile: (0056) 42 22 12 00 y (0056) 42 22 12 02.
- Colombia: (0057) 604 60 42 784. Más números: (0057) 3232425 y (0057) 2846600.
- Costa Rica: Fue abierta una sede allí (sin más información sobre ella actualmente). Correo electrónico: telefonodelaesperanzacr@gmail.com . Otros números similares allí: (00506) 2535 439; (00506) 2272 3774 (éste sólo de lunes a viernes y desde las 14 horas a las 22 horas) o (00506) 2271 3101.
- Ecuador: (00593) 2 6000 477.
- España (sede central): (0034) 717 003 717 y (0034) 914 590 055.
- Estados Unidos: Fue abierta una sede en Florida (sin más información sobre ella actualmente). Otros números similares allí: (001) 988 (en algún momento hay opción de pulsar 2 para ser atendido en español); (001) 800 273 8255.
- Francia: (0033) 06 3003 3229.
- Honduras: (00504) 2558 08 08 o (00504) 150.
- Nicaragua: (00505) 311-1086.
- Perú: (0051) 01-273 8026.
- Portugal: (00351) 222 030 707.
- Reino Unido: (0044) 020 7733 0471.
- Suiza: (0041) 043 817 65 65.
- Venezuela: (0058) 0241-8433308.

### Números locales del Teléfono de la Esperanza en España y sus sucursales
Teléfono general: 717 003 717 (activo permanentemente) y 914 590 055.
En principio, todos los demás números también estarían activos permanentemente.
- Albacete: 967 52 34 34
- Alicante: 965 131 122
- Almería: 950 26 99 99
- Aragón (Zaragoza): 976 232 828
- Asturias (Oviedo): 985 22 55 40
- Badajoz: 924 22 29 40
- Bizkaia (Bilbao): 944 100 944
- Cáceres: 927 62 70 00
- Canarias (Las Palmas de Gran Canaria): 928 33 40 50 - 922 33 40 50
- Cantabria (Santander): 942 363 745
- Castellón: 964 22 70 93
- Córdoba: 957 470 195
- Galicia (Santiago de Compostela): 981 519 200
- Granada: 958 26 15 16
- Huelva: 959 281 515
- Islas Baleares (Palma de Mallorca): 971 46 11 12
- Jaén: 953 260 931
- La Rioja (Logroño): 941 49 06 06
- León: 987 87 60 06
- Madrid: 91 459 00 50
- Málaga: 952 261 500 - 952 652 651
- Murcia: Cartagena: 622 93 79 73 / 968 343 400; Cieza: 968 45 37 00 / 605 931 329
- Navarra (Pamplona): 948 24 30 40
- Salamanca: 923 22 11 11
- Sevilla: 954 576 800
- Toledo: 925 23 95 25
- Valencia: 963 91 60 06
- Valladolid: 983 30 70 77
- Zamora: 980 53 53 65

## Socios y voluntarios
La Asociación Internacional del Teléfono de la Esperanza está compuesta por 717 socios (asociados), 1928 voluntarios que participan en las actividades desarrolladas en España, 31 profesionales contratados y con 6482 colaboradores económicos. En el año 2013 se atendieron en España, a través del servicio telefónico de intervención en crisis, 112 246 llamadas. En los cursos, talleres y grupos de intervención en crisis y promoción de la salud emocional participaron más de 10 000 personas. En las sedes, se atendieron en entrevistas personales a más de 5000 personas. La revista A Vivir, con una tirada de 30 000 ejemplares y más de 7240 suscriptores, es una referencia obligada en la “promoción de la salud emocional” en España. En los cursos de formación de voluntarios participaron 2400 personas.